# River Pines (Kalifornija)
River Pines je naseljeno područje za statističke svrhe u američkoj saveznoj državi Kalifornija. Prema popisu stanovništva iz 2010. u njemu je živjelo 379 stanovnika.